# Alfonso Cortés Contreras

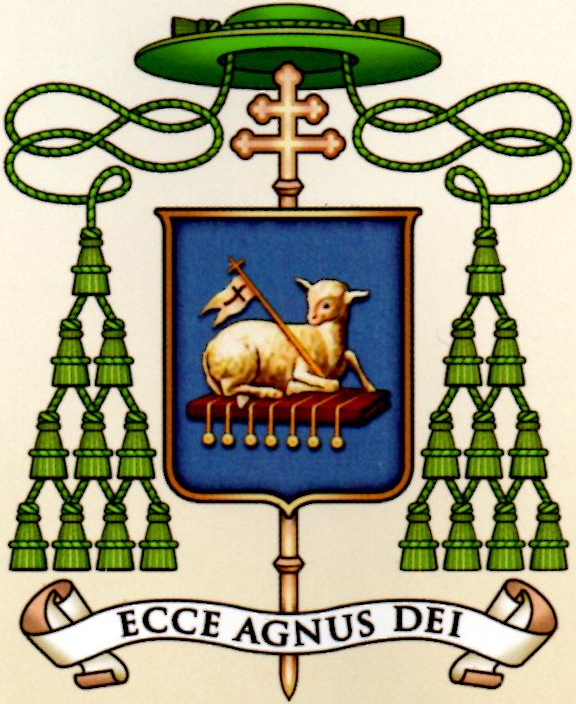
Erzbischofswappen von Alfonso Cortés Contreras

Alfonso Cortés Contreras (* 16. Juli 1947 in La Luz, Michoacán) ist ein mexikanischer Geistlicher und emeritierter römisch-katholischer Erzbischof von León. 

## Leben
Alfonso Cortés Contreras empfing am 26. Oktober 1972 die Priesterweihe für das Erzbistum Monterrey.
Papst Benedikt XVI. ernannte ihn am 24. Juni 2005 zum Titularbischof von Aquae Regiae und Weihbischof in Monterrey. Die Bischofsweihe spendete ihm der Erzbischof von Monterrey, José Francisco Robles Ortega, am 24. August desselben Jahres; Mitkonsekratoren waren Erzbischof Giuseppe Bertello, Apostolischer Nuntius in Mexiko, und José Guadalupe Martín Rábago, Bischof von León. Sein Wahlspruch lautet Ecce Agnus Dei (deutsch: Seht, das Lamm Gottes).
Am 10. Juli 2009 wurde er zum Bischof von Cuernavaca ernannt und am 18. August desselben Jahres in das Amt eingeführt. Am 22. Dezember 2012 wurde er zum Erzbischof von León ernannt und am 20. März des folgenden Jahres in das Amt eingeführt. Bis zur Neubesetzung des bischöflichen Stuhles von Cuernavaca am 15. März 2013 war er Apostolischer Administrator sede vacante et ad nutum Sanctae Sedis dieser Diözese.
Am 18. Februar 2023 ernannte ihn Papst Franziskus zum Mitglied des Dikasteriums für die Kultur und die Bildung.
Am 4. Juli 2024 nahm Papst Franziskus seinen altersbedingten Rücktritt an.